# Żukiewicze (sielsowiet Olekszyce)
Żukiewicze, Żukiewicze Wielkie, Żukiewicze Duże (biał. Жукевічы; ros. Жукевичи) – wieś na Białorusi, w obwodzie grodzieńskim, w rejonie brzostowickim, w sielsowiecie Olekszyce.
W dwudziestoleciu międzywojennym wieś leżała w Polsce, w województwie białostockim, w powiecie grodzieńskim.
Według Powszechnego Spisu Ludności z 1921 roku zamieszkiwały tu 233 osoby, 38 były wyznania rzymskokatolickiego, a 195 prawosławnego. 38 mieszkańców zadeklarowało polską przynależność narodową, a 195 białoruską. Było tu 39 budynków mieszkalnych.